# Chotýčanský tunel
Chotýčanský tunel je plánovaný dvojkolejný železniční tunel s délkou 4806 m na nové trati Nemanice I – Ševětín na trati Praha – České Budějovice.
Výstavba tunelu se plánuje od Dobřejovic do křížení se stávající železniční tratí v prostoru severně od stanice Chotýčany a dále ve směru k Ševětínu, kde zkříží dálnici D3 a končí jihovýchodně od obce Vitín.

## Historie
Úsek od Ševětína k Nemanicím (zkratka NemaŠe) je dlouhý zhruba 17 kilometrů a jeho součástí budou i dva dlouhé tunely: Chotýčanský o délce 4 810 metrů a Hosínský o délce 3 120 metrů. Celý úsek bude veden v nové stopě a bude projektován pro rychlost 200 km/h. V roce 2020 Správa železnic podepsala smlouvu s konsorciem firem Sudop Praha, Sudop EU a Mott MacDonald CZ, které vypracuje projektovou dokumentaci. Náklady na projekt bez DPH je 408,3 milionu korun. Cena za výstavbu 17km úseku byla v roce 2018 odhadována na 11 miliard korun, v roce 2020 na 15 miliard korun a v roce 2022 na více než 20 miliard korun. V roce 2022 bylo vydáno stavební rozhodnutí. Vzhledem k rostoucím nákladům chce Správa železnic a ministerstvo dopravy zapojit do financování i soukromý sektor formou projektu PPP (partnerství veřejného a soukromého sektoru). Výběr koncesionářů by měl proběhnout v letech 2024 a 2025 se zahájením šestileté stavby v roce 2026.
V roce 2024 vláda schválila projekt PPP. Podle harmonogramu bude vybrán poradce k projektu PPP, který státu poskytne: „služby právního, finančního, ekonomického a technického poradenství před a v průběhu zadávacího řízení na výběr koncesionáře pro projekt PPP Nemanice – Ševětín“  Koncesionář bude stavbu financovat, stavět a pak 17 let o ni pečovat. Poradce zahájí práci v prvním čtvrtletí roku 2024, smlouva s koncesionářem by měla být uzavřena v říjnu 2025 a práce proběhnout v období 2026–2031. Předpokladem je, že koncesionář se bude o železniční svršek, spodek a tunely (mimo zabezpečení a napájení) starat do roku 2048, kdy od státu obdrží poslední splátku. Náklady podle projektu PPP se odhadují na 24,4 miliardy korun.

## Popis
Z celkové délky 4806 m dvoukolejného tunelu má být 4464 metrů ražených, u jižního (vjezdového) portálu 60 m a u severního (výjezdového) portálu 282 m hloubených.
Vnitřní rozměry klenbových oblouků by měly být 6,2 a 5,8 m, světlá výška nad temenem kolejnice 7,75 m a světlá šířka v nejširším bodě 12,21 m. Sekundární ostění by mělo mít minimální tloušťku 450 mm z vyztuženého železobetonu.
U tunelu jsou navrženy čtyři únikové cesty, které jsou vzájemně vzdáleny do 1000 m. Únikovou cestu tvoří technologická komora, propojovací chodba a šachta.V technologických komorách budou umístěny 2× trafostanice, místnost pro sdělovací zařízení a slaboproudá rozvodna. Šachtice 1 až 3 budou umístěny vpravo ve směru staničení a šachta 4 vlevo. Šachty, které budou mít výšku 77 m, 44 m, 27 m a 26 m, budou vybaveny schodištěm a evakuačním výtahem, jejichž prioritou bude využití jednotkami HZS pro vedení požárního zásahu.

## Geologie
Trasa tunelu bude procházet metamorfovanými horninami moldanubika (zastoupenými jemnozrnnými až středně zrnitými pararulami), hlubinnými vyvřelými horninami ševětínského granodioritu. Silně zvodnělé jílovitopísčité a písčitojilovité sedimenty svrchní křídy a horniny klikovského souvrství mohou být zastiženy v hloubené části výjezdového portálu. Horninový masív je silně tektonicky porušen se značným hloubkovým dosahem. Hloubkový dosah zvětrání dosahuje v blízkosti tektonických poruch až 40 m a lokálně zasahuje až do úrovně projektovaného tunelu. V magmatických horninách ševětínského granodioritu jsou podmínky ražby příznivější. Směrem k výjezdovému portálu hluboké zvětralinové zóny zasahují do úrovně tunelu, v portálové oblasti pak i hluboko pod počvu. V hloubené oblasti vjezdového portálu se mohou vyskytnout poloskalní horniny mydlovarského souvrství s až třímetrovou mocností od písčitých jílů až po slabě stmelené písčité jílovce či jílovité pískovce. Výška nadloží se pohybuje v rozmezí 15–77 m.

## Ražba
Ražba od vjezdového portálu prochází navětralými až plně zvětralými rulami. V této části je navržena celoplášťová izolace pro omezení trvalého drenážního účinku tunelu. Pestré geologické podmínky budou nepříznivě ovlivňovat ražbu tunelu. Předpokládá se, že v technologické třídě výrubu 5c bude maximální plocha čelby 159,8 m² při šířce výrubu 15,44 m a výšce 13,13 m.
V blízkosti výjezdového portálu dochází ke křížení ražené části s povrchovým vedením vysokého napětí 2 × 110 kV a 2 × 400 kV. Toto páteřní vedení nelze vypnout a přeložit, proto bude nutné zajistit neustálý monitoring sloupů, které se nacházejí nad raženou části tunelu, a realizovat opatření proti jejich pohybu.
V blízkosti výjezdového portálu tunel kříží v ostrém úhlu dálnici D3 (úsek Ševětín–Borek). Při výstavbě dálnice se počítalo s vybudováním předstihového objektu, což se neuskutečnilo. Vzhledem k nízkému nadloží nelze dálnici podejít ražbou, a proto bude tunel budován v otevřené jámě s částečným omezením provozu dálnice. Postup bude probíhat v několika fázích: výstavba stavební jámy, betonáž jednotlivých bloků hloubeného tunelu, izolování a zásyp dokončených bloků a výstavba provizorních vrstev vozovky, na které bude následně převedena doprava. Plný provoz dálnice bude obnoven až po komplexním dokončení tunelu a obnovení konstrukční vrstvy vozovky. Stavební jáma bude mít rozměry cca 17 × 143 m s proměnlivou hloubkou 11,4–14,4 m.